# تومنلی، کارایسالی
تومنلی، کارایسالی (به لاتین: Tümenli, Karaisalı) یک منطقهٔ مسکونی در ترکیه است که در کارایسالی واقع شده‌است.